# Dendrohyrax dorsalis
Dendrohyrax dorsalis là một loài động vật có vú trong họ Procaviidae, bộ Hyracoidea. Loài này được Fraser mô tả năm 1854.

## Hình ảnh

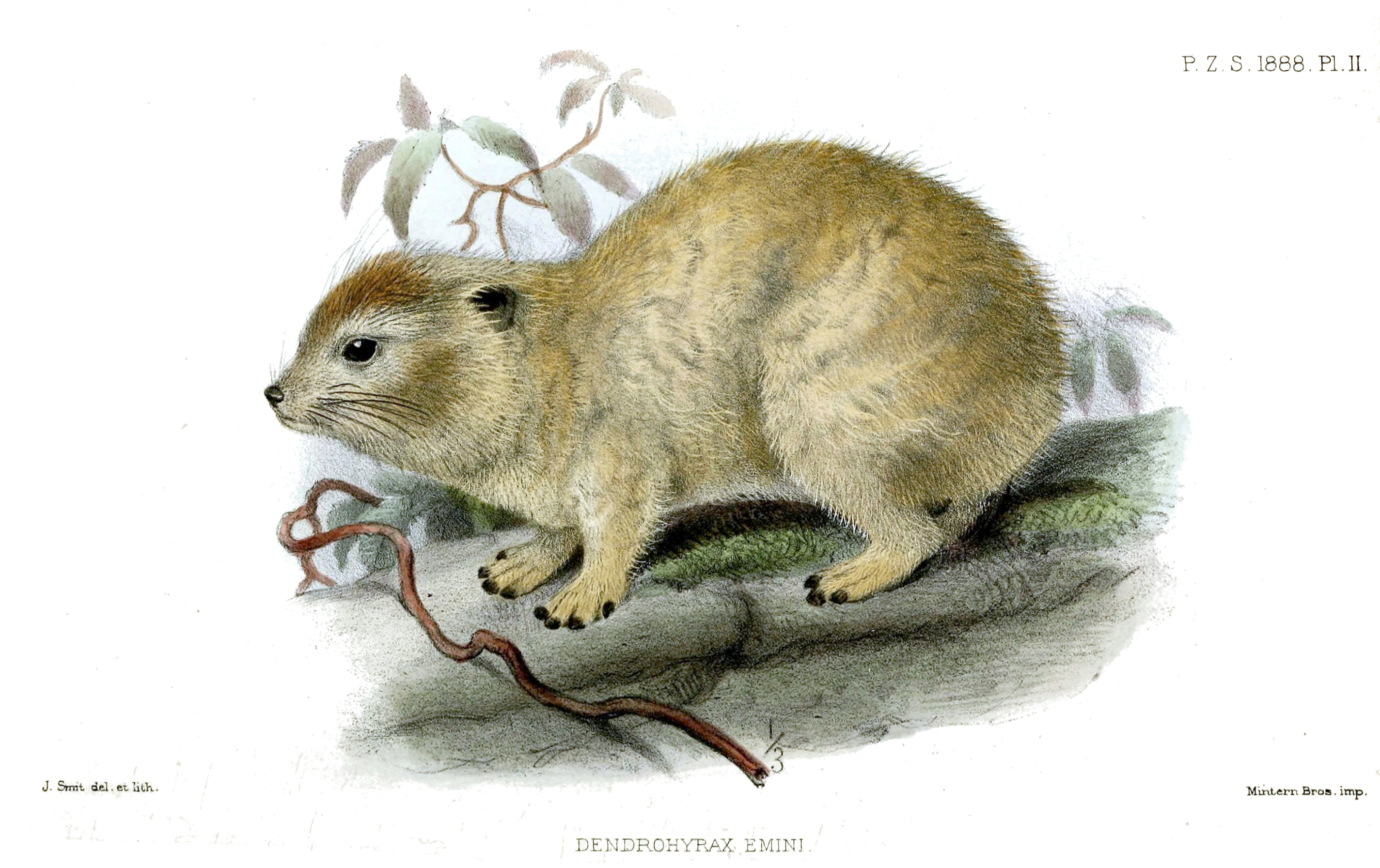
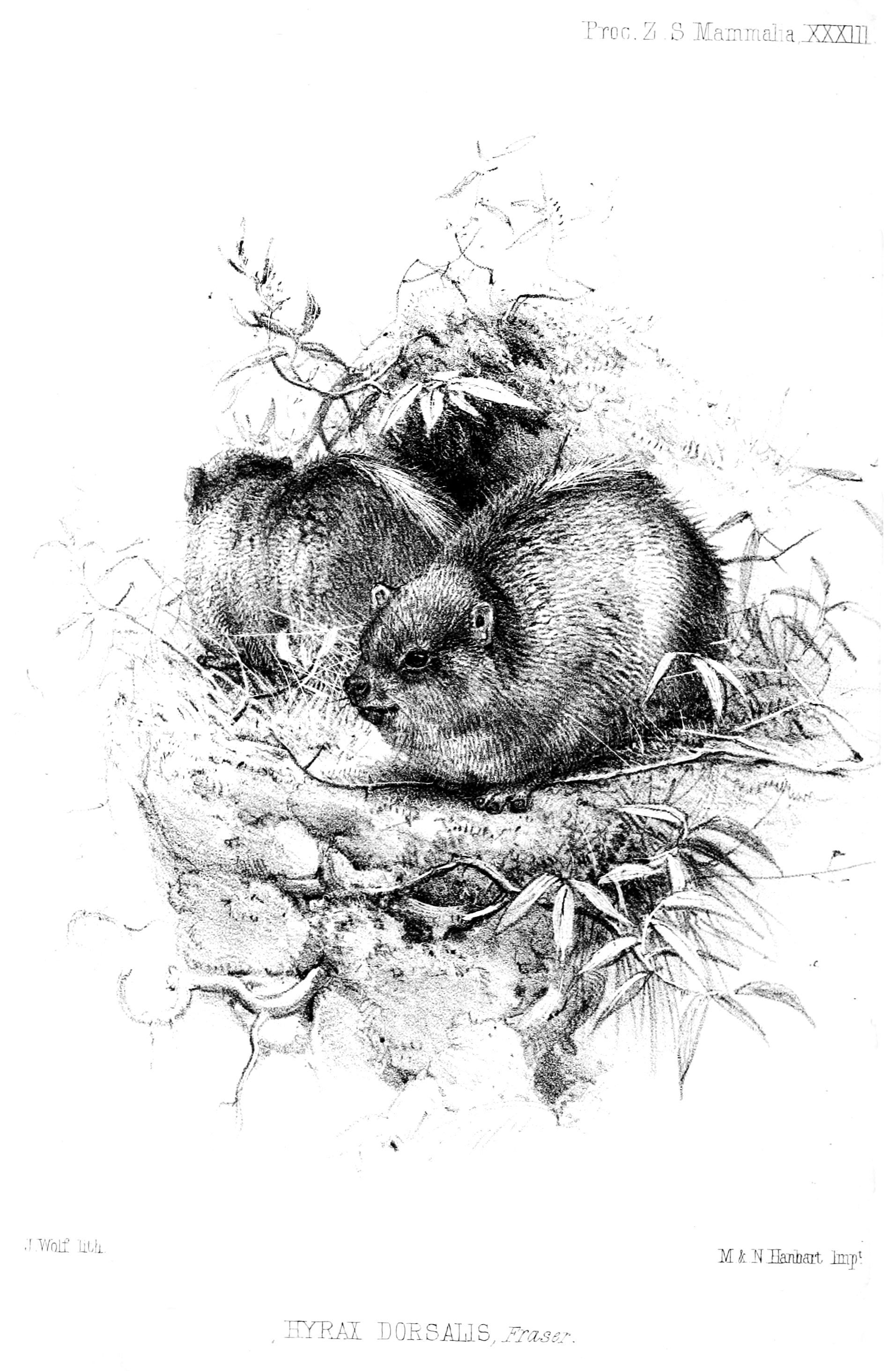
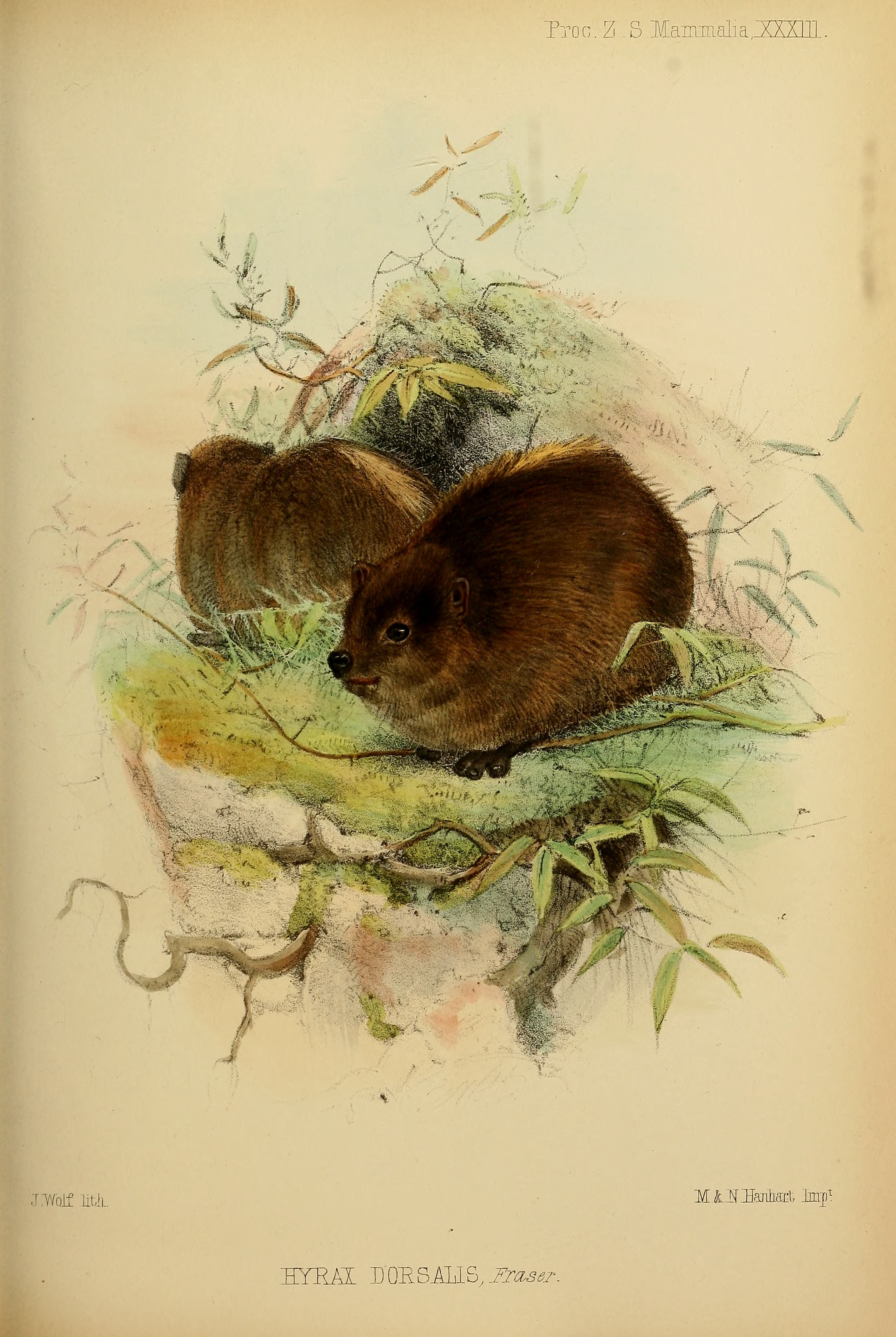